# The Fast Fire Watch Company
The Fast Fire Watch Company es un proveedor nacional de servicios de vigilancia contra incendios en Estados Unidos, especializado en ofrecer vigilantes certificados contra incendios para diversas industrias y eventos.

## Historia
Fundada en 2018 por Noah Navarro, la compañía Fast Fire Watch tiene su sede en Boca Ratón, Florida. Está dirigida por profesionales retirados del servicio de bomberos que aportan una amplia experiencia en seguridad vital y prevención de incendios a sus operaciones.
En 2021, The Fast Fire Watch Company anunció su expansión a los 50 estados, con el objetivo de ofrecer servicios integrales de vigilancia de incendios en todo Estados Unidos.

## Cumplimiento y tecnología
La empresa Fast Fire Watch se asegura de que todos sus vigilantes cumplan las normas de la Administración de Seguridad y Salud en el Trabajo (OSHA) y de la Asociación Nacional de Protección contra Incendios (NFPA). Utiliza tecnología de seguimiento por GPS y geovallas para supervisar las actividades de los vigilantes, lo que mejora la responsabilidad y la eficacia operativa.